# جنیوا (آیداهو)
جنیوا (به انگلیسی: Geneva) یک منطقهٔ مسکونی در ایالات متحده آمریکا است که در شهرستان آبشار لیک، آیداهو واقع شده‌است. جنیوا ۱٬۸۸۳٫۰۸ متر بالاتر از سطح دریا واقع شده‌است.